# Voron
Voron (en (ucraïnès): Ворон) és un poble de la República Autònoma de Crimea a Ucraïna, que el 2014 tenia 178 habitants. Pertany al districte de Sudak.